# Kurumi Ichinohe
Kurumi Ichinohe (jap. 一戸 くる実, Ichinohe Kurumi; geboren am 20. Juni 2004 in der Präfektur Shiga) ist eine japanische Skispringerin.

## Werdegang
Kurumi Ichinohe trat 2019 in ersten Wettbewerben der Fédération Internationale de Ski in Erscheinung.
Knapp zwei Jahre später nahm sie im finnischen Lahti an den Nordischen Junioren-Skiweltmeisterschaften 2021 teil. Im Einzelspringen von der Normalschanze erzielte sie den 35. Platz. Im Teamspringen, das ebenfalls von der Normalschanze ausgetragen wurde, konnte sie sich gemeinsam mit Ayuka Kamoda, Ringo Miyajima und Riko Sakurai auf dem vierten Rang platzieren.
Am 17. Juli 2021 gab sie bei einem Wettbewerb im Sommer-Continental-Cup 2021 in Kuopio ihr Debüt im Skisprung-Continental-Cup und stand als Drittplatzierte sogleich auf dem Podest.
Ichinohe lebt in Chiba.

## Statistik

### Weltcup-Platzierungen
| Saison  | Platz | Punkte |
| ------- | ----- | ------ |
| 2022/23 | 51.   | 006    |
| 2023/24 | 50.   | 008    |
| 2024/25 | 24.   | 187    |